# Arayech
Arayech (en arabe algérien: العرايش, ʾl-ʿrāyeš, aussi orthographié Aarayeches) ou trèfles aux amandes est une pâtisserie algérienne à base d'une pâte farcie d'une pâte d'amandes, parfumée à l'eau de fleur d'oranger et décorée d'un glaçage au citron (en arabe algérien: طلية البيض ,ṭalyet ʾl-bayḍ),,. Originaire d'Alger, cette pâtisserie est très appréciée lors des grandes occasions accompagné d'une tasse de café ou de thé à la menthe.

## Étymologie
En dialecte algérien, ce gâteau porte le nom de عرايش ou لعرايش ou العرايش est un mot issu du dialecte purement algérois. Se prononce en français 'L'Râyech. Le glaçage citronné est nommé Talya ou الطلية vient du verbe arabe  (yatli) يطلي signifiant glacer dans ce contexte.

## Préparation
Ces petits gâteaux fondants comportent trois couches : une base d'amande, une pâte  fondante et un glaçage citronné, façonné en étoile de mer. Puis, après avoir été mis dans le four jusqu'à ce que la pâte soit légèrement dorée, ils sont glacés.
Ce gâteau a évolué, et les maîtres artisans algériens ont créé une version appelée « Arayech au miel ». Ce dernier accompagne souvent le thé à la menthe lors des fêtes tandis que la version Arayech avec glaçage royale citronnée accompagne souvent le café.